# Tamboara
Tamboara é um município brasileiro situado na região noroeste do estado do Paraná, ao norte do Rio Ivaí. Sua população, de acordo com o censo de 2010, é de 4.664 habitantes.

## História
A fundação e colonização do município foi executada pela Sociedade Técnica e Colonizadora Engenheiro Beltrão. Através da Lei Estadual nº 253, em 26 de novembro de 1954 o município se desmembrou de Paranavaí, tornando-se autônomo. A instalação oficial se deu em 26 de novembro de 1955, tendo como primeiro prefeito Duílio Trevisani Beltrão, um dos fundadores.
O nome Tamboara, originário do tupi, é em homenagem ao grande chefe indígena e líder de sua nação, o Cacique Tamboara.

## Geografia

### Demografia
Na época em que o café estava em alta, o município atingiu seu maior contingente populacional chegando a aproximadamente 12.000 habitantes, muitos agricultores provenientes de diversas regiões do Brasil, principalmente paulistas, mineiros e baianos a procura de trabalho nas lavouras. Hoje, com o café desvalorizado, a população se resume a pouco menos de 5.000 habitantes e apresenta um baixo crescimento anual. Sua densidade demográfica é de 24,12 hab./km² conforme os dados do IBGE de 2010.

### Clima
O clima é subtropical úmido mesotérmico, apresenta verões quentes que tendem a concentrar as chuvas (temperatura média superior a 22 °C), invernos com geadas pouco frequentes (temperatura média inferior a 18 °C), sem estação seca definida.

### Rodovias
O município não apresenta nenhum grande entroncamento rodoviário, mas duas rodovias passam por seu território, a PR-492 e a BR-158.

## Economia
A economia tamboarense é essencialmente agrária. A produção agrícola tem como principais produtos a cana-de-açúcar, a mandioca e o milho, mas também se cultiva algodão, alho, amendoim, arroz, café, caqui, laranja, soja e outros. A pecuária também é bastante expressiva, apresentando um número de bovinos quase 4 vezes maior que a população humana. A avicultura é desenvolvida e mecanizada. Tirando a agropecuária, a PEA (População Economicamente Ativa) se emprega no setor industrial ou no de serviços no percentual de 6,12% e 68,48% segundo dados do IBGE.